# Rusko-japonska vojna
Rusko-japonska vojna (japonsko 日露戦争, latinizirano: ničiro sensō; rusko Ру́сско-япóнская войнá, latinizirano: Rússko-japónskaja vojná) je bil oboroženi spopad med Ruskim imperijem in Japonskim cesarstvom med letoma 1904 in 1905 zaradi nasprotujočih si imperialnih ambicij v Mandžuriji in Korejskem cesarstvu. Večji teatri vojaških operacij so bili polotok Ljaodong, Mukden in Rumeno ter Japonsko morje.
Japonci so brez vojne napovedi napadli ruske ladje v njihovem pomorskem oporišču v Lušunu v Mandžuriji, potem ko je Rusija prekršila sporazum o umiku svojih čet iz Mandžurije. Lušunu je skupaj z mandžursko prestolnico Šendžang prišel v japonske roke. V odgovor na japonsko agresijo je car na daljni vzhod poslal svojo Baltsko floto, ki pa je bila v bitki z japonskim ladjevjem po preplutih 28.000 km neslavno poražena v Korejskem prelivu. Zmaga je bila za Japonsko izredno pomembna, saj je prvič premagala kako zahodno silo na kopnem in morju. Vojna se je končala z mirom v Portsmouthu. Za Rusijo je bil to ponižujoč poraz, ki je znatno prispeval k ruski revoluciji leta 1905.

## Vzroki
Mandžurija in Koreja sta bili že od samega začetka deželi v katerih se se križali interesi velesil. Japonci so bili prepričani, da bodo po zmagi v japonsko-kitajski vojni leta 1895 obdržali mandžurski polotok Liao-Tung z izredno pomembnima pristaniščema Ta-Lien in Li-Šun (Lušun, Port Arthur). Namesto njih so pristanišče Port Arthur leta 1898 za 25 let dobili v najem Rusi. To je postalo s svojim goratim zaledjem polotoka Liao-Tung glavno pristanišče imperialne mornarice na daljnem vzhodu. Štiri leta pozneje je Rusija po boksarski vstaji zasedla še vso preostalo Mandžurijo. Vse bolj se je začela zanimati za Korejo, kjer je ponovno trčila ob japonske interese. Japonci so na vso moč protestirali in zahtevali umik ruske vojske iz Mandžurije in Port Arthurja, vendar je Rusija na njihov predlog za sporazum odgovorila z izmikanjem. Ruski car je podcenjeval Japonsko in zavlačeval mirovna pogajanja. Japoncem pa je prekipelo, ko so jim Rusi prepovedali uporabljati strateško pomembno pristanišče Port Arthur, ki je bilo za Ruse še posebnega pomena, ker je to bilo edino pomorsko pristanišče, kjer voda ni nikoli zmrznila. Ko so Japonci videli da se spora ne bo dalo rešiti po mirni poti, so se začeli pripravljati na vojno.

## Priprave na vojno
Japonci so nameravali rusko vojsko napasti preko Koreje, od koder bi prekoračili mejno reko Jalu in s tremi armadami vdrli v središče Mandžurije. Od tam bi nato odrezali polotok Liao-Tung in obkolili južno rusko armado, medtem pa naj bi se preostale japonske enote izkrcale v okolici pristanišča Port Arthur in ga zasedle. Ker so morali Japonci večino svojih čet v Korejo pripeljati preko morja, kjer bi jih lahko ogrožala ruska mornarica, se je admiral Togo odločil, da bo rusko ladjevje pod poveljstvom admirala Starka blokiral kar v pristanišču Port Arthur.

## Začetek vojne
6. januarja 1904 je iz glavnega oporišča japonske cesarske mornarice v Sasebu na otoku Kjušu izplulo japonsko ladjevje. Šest bojnih ladij, šest oklepnih križark, osem križark ter 36 rušilcev in torpedovke pod poveljstvom admirala Toga se je odpravilo proti Mandžuriji in Koreji. 7. januarja se je v Rumenem morju oddelek ločil od glavnega ladjevja in zaplul proti vzhodu. Njegova naloga je bila izkrcanje čet pri Čemulpu in zasedba Seula od koder bi se vojska nato čim prej odpravila proti mejni reki Jalu in nato proti Mandžuriji.
Medtem pa je glavno japonsko ladjevje napredovalo proti pristanišču Port Artur, kamor je prispelo v noči med 8. in 9. februarjem. Japonska je uradno napovedala vojno 8. februarja. Tri ure preden je napoved prejela vlada se je napad že začel. Rusi na prihod japonskega ladjevja niso bili pripravljeni, zato so bile njihove bojne ladje razsvetljene kot božična drevesca. To so izkoristili Japonci in v napad poslali deset torpedovk. V napadu, ki je trajal približno eno uro, so japonske torpedovke onesposobile bojni ladji Cesarevič in Retvizan ter križarko Palland. Nikolaj II. ni mogel verjeti da je bila Japonska sposobna napasti brez formalne napovedi, pa tudi ministri so ga prepričevali da se Japonska ne bo borila. Ko se je zdanilo, je japonsko ladjevje blokiralo pristanišče ter ga začelo obstreljevati. Istega dne je drugi oddelek japonskega ladjevja v pristanišču Čemulpo onesposobil rusko križarko Varjag in topnjačo Korejec. Ladji sta bili tako poškodovani da ju je posadka sama potopila. V pristanišču so se nato izkrcale japonske enote, ki so naslednji dan zasedle Seul. Takoj zatem se je v Čemulpu začela izkrcavati glavnina japonskih čet. Rusija je napovedala vojno osem dni po napadu na Port Arthur. V zahvalo ruski podpori v boju proti Osmanskem cesarstvu je vojno Japonski napovedala tudi Kneževina Črna gora. Njen prispevek je bil zaradi velike oddaljenosti seveda omejen le na tiste Črnogorce, ki so službovali v ruskih oboroženih silah. 
Do konca marca so Japonci v Korejo pripeljali že večino svojih čet. Te so aprila že stale nasproti 23.000 ruskim vojakom pod poveljstvom generala Zasuliča, poveljnikom vzhodnega dela ruske mandžurske armade, ki jo je sestavljalo 140.000 mož. V Činapo je prišlo še 60.000 dodatnih mož za desant na polotok Liao-Tung.
Po zavzetju Seula in Severne Koreje so Japonci prestopili mejno reko Jalu in se usmerili proti Liao-Jangu, kjer se je zbrala glavnina ruskih čet. Japonska ofenziva na kopnem je po začetnem zaletu začela počasi pojemati. Na morju so Rusi po blokadi Port Arturja doživeli še en velik udarec. Bojna ladja Petropavlovsk z admiralom Makarovom, ki je veljal za najboljšega ruskega admirala in je odlično organiziral Tihooceansko floto, je 13. aprila naletela na mino in se potopila. Njegova smrt je Japoncem dala proste roke za desant na polotok. Do izkrcanja je prišlo 3. maja, japonske enote so zasedle pristanišče Ta-Lien in se nato nevarno približale Port Arthurju. Novi ruski admiral Vitgeft je dvakrat zaman poizkušal prebiti japonsko blokado ter tako ogroziti njihov prevoz čet. V več pomorskih bitkah je bilo rusko ladjevje popolnoma uničeno.
Ko je admiral Aleksejev, vrhovni poveljnik v Mandžuriji spoznal, da Japonce na morju ne bo moč poraziti, je generalu Kuropatkinu ukazal naj njegova armada potisne Japonce nazaj v Korejo, nato pa naj priskoči na pomoč ruskim enotam v Port Arthurju. Rusi v protiofenzivi niso dosegli nobenega uspeha, zato so lahko Japonci konec julija v Korejo pripeljali novo armado, ki je začela veliko ofenzivo proti Mukdenu. To ofenzivo so Rusi le s težavo ustavili, nato pa je fronta otrpnila v pozicijski vojni.

## Ruska pomoč
Ker so Rusi v bojih na daljnem vzhodu izgubili večino svojih ladij, so se v Sankt Peterburgu (tedanji prestolnici Ruskega imperija) odločili, da iz Baltske flote sestavijo 2. tihooceansko eskadro pod poveljstvom admirala Rožestvenskega in jo pošljejo na daljni vzhod. Tej je nekaj dni pozneje sledila še 3. tihooceanska eskadra, sestavljena iz starejših bojnih ladij pod poveljstvom admirala Nebogatova. Eskadra je moralo prepluti 18.000 km. Nekatere lažje ladje so si krajšale pot čez Sredozemsko morje in Sueški prekop, težje ladje pa so morale pluti po dolgi in naporni poti okoli Afrike.
Mogočno rusko ladjevje, ki so ga sestavljale stare, nove, velike, majhne, skratka bojne ladje iz vseh vetrov, se je do cilja prebijalo več mesecev. Ker premiki ruskega ladjevja za Japonce niso bili nobena skrivnost, so ti vedeli, da morajo čim prej zasesti Port Arthur in si tako zavarovati pomorske poti še pred prihodom ruske 2. tihooceanske eskadre.
27. oktobra so Japonci v želji po čim prejšnjim zavzetju pristanišča Port Arthur sprožili veliko ofenzivo. Zaradi močnega ruskega odpora so se čete le s težavo premikale proti cilju. V veliko pomoč jim je bila smrt poveljnika portarthurske obrambe generala Kondratenka, ki je na ruski strani silovito zamajala moralo posadke, saj je bila sicer pripravljena na dolgo obleganje. 2. januarja 1905 je trdnjava, kljub temu da je imela še veliko zalog hrane in streliva, kapitulirala. Padec utrdbe je bil veliko presenečenje tako za Ruse kot tudi za ves svet. Z njim se je Japonska vpisala v klub svetovnih velesil.
Najbolj pa je padec utrdbe presenetil Rusijo, zato sta car in vlada pod pritiskom javnega mnenja začela pritiskati na generala Kuropatkina in od njega zahtevala naj v čim krajšem možnem času preide v ofenzivo. Do tedaj je fronta v Mandžuriji bolj ali manj mirovala. Obe strani sta kopičili sile. Rusi so zbrali približno 300.000 mož, 1244 topov in 56 strojnic, Japonci pa 270.000 mož, 1062 topov in 200 strojnic. Toda še preden so Rusi prešli v ofenzivo, so v napad februarja prešli Japonci. Japonski general Ojama je v bitki pri Mukdenu v 23 dneh Mandžursko armado prisilil k umiku. Ta se je nato vkopala kakih sto kilometrov od Mukdena in čakala pomoč ruskega ladjevja.

## Bitka pri Cušimi
Na rusko 2. tihooceansko eskadro pa je čakal tudi admiral Togo. Pri korejskih vratih je ukazal položiti obsežna minska polja, ki bi ruskemu ladjevju preprečila preboj proti Vladivostoku, kjer bi se združilo z ostanki prvega daljnovzhodnega ladjevja. Admiral Rožestvenski, poveljnik 2. tihooceanske eskadre, je ob prihodu mimo Korejskega polotoka upal da ga japonsko ladjevje zaradi megle, noči in slabega vremena ne bo opazilo. Vendar ga je japonsko ladjevje kljub temu odkrilo. Naslednji dan se je pred njim pojavilo celotno Togovo ladjevje. Med ladjevjema se je vnel boj. Zastarele in slabše oborožene ruske ladje proti odlično razporejenim in oboroženim japonskim ladjam niso imele nobene možnosti za zmago. Že na začetku bitke je bila zadeta ruska poveljniška ladja Knjaz Suvorov, pri čemer je bil ranjen tudi admiral Rožestvenski. Do konca dneva je rusko ladjevje izgubilo štiri ladje. Največje presenečenje pa je ladjevje čakalo ponoči. Ko se je zmračilo, je Togo v napad poslal torpedovke, ki so med ruskimi ladjami uprizorile pravi pokol. Medtem pa je Togovo ladjevje z vso paro nadaljevalo pot proti severu, da bi zjutraj prestreglo še preostanek ruskega ladjevja. Ko je ruski admiral Nebogatov zjutraj uzrl japonsko ladjevje, je vedel, da nima nobene možnosti za zmago, zato je izobesil belo zastavo. Tako se je končala bitka pri Cušimi. Od 38 ruskih ladij, ki so se udeležile bitke, je bilo 35 potopljenih ali zajetih. Le trem se je uspelo prebiti do Vladivostoka. Padlo je 6000 ruskih mornarjev, japonske izgube so bile minimalne, izgubili so samo 117 mornarjev. Še danes, po več kot stotih letih, velja bitka pri Cušimi za največjo pomorsko bitko v zgodovini človeštva.

## Dogodki po vojni
Po vojni je v Portsmouthu sledil podpis mirovne pogodbe v kateri je Rusija Japoncem prepustila vpliv nad Mandžurijo in Korejo. Poraz, še posebej sta izstopali bitki pri Mukdenu in Cušimi, je v Rusiji povzročil val nezadovoljstva, svoje pa je dodala še gospodarska kriza in neučinkovitost vlade. Vse to je množice pognalo na ulice. Carju Nikolaju II. tako ni preostalo drugega kot, da vojno na daljnem vzhodu čim prej zaključi. Zaradi gospodarske in politične krize pa je bilo potrebno tudi čim končati upor ljudstva, zato je proti njemu uporabil že staro in preizkušeno rusko taktiko. Nad demonstrante je poslal vojsko in kozake, ki so neusmiljeno uporabili orožje. Začela se je revolucija, ki je v letih 1905 do 1907 pretresla carizem in Rusijo, ter tako postavila temelje oktobrski revoluciji.